# Javier Muñoz Delgado
Javier Francisco Muñoz Delgado (El Tambo, 13 de julio de 1972-Panquehue, 29 de agosto de 2015) fue un periodista y relator chileno conocido por sus relatos en el deportivo Canal del Fútbol (CDF).

## Biografía

### Infancia e inicios: 1972-2005
Nació y se crio en la localidad de El Tambo, específicamente en la población Oscar Bonilla. Era el hijo mayor del matrimonio de Javier Muñoz y Nancy Delgado, sus hermanos fueron Salvador y Priscilla. Cursó sus estudios primarios en el Colegio Alonso de Ercilla para luego realizar su enseñanza media en el Liceo Comercial de Los Andes. Cursó la carrera de periodismo y se tituló en el Instituto AIEP de Viña del Mar.
Estuvo vinculado al fútbol desde niño, siendo jugador del Club Lautaro Atlético de El Tambo y de la serie cadetes de Unión San Felipe, siendo delantero.
Siendo adolescente ya animaba encuentros e incluso empezó a trabajar en medios como Radio Trasandina. Esto le permitió encontrar trabajo en San Felipe, capital de la provincia de Aconcagua. Allí trabajó en la Radio Colunquén, medio que transmitió el programa El clan juvenil, el cual marcó una época radial para la población sanfelipeña. Sin embargo, pronto comenzó también a acercarse a los comentarios deportivos, por lo que fue contratado por Radio Aconcagua. También se desempeñó en el área deportiva de Televisión Nacional de Chile (TVN) y en DirecTV Sports de DirecTV.

#### Matrimonio e hijos
Estuvo casado con Ana María Espinoza, con quien tuvo tres hijas: Camila, Catalina y Kiara.

### Ascenso mediático en el CDF: 2005-2015
En 2005 se incorporó al Canal del Fútbol. Allí comenzó narrando partidos de fútbol diferidos tanto de la Primera División de Chile como de la Primera B. Asimismo, inicialmente también relató una pequeña cantidad de partidos en vivo de Primera División. Sus habilidades de relato le hicieron ascender dentro del canal, por lo que su primer cénit lo obtuvo en la transmisión de las finales de los playoffs del Torneo Clausura 2007 entre Colo-Colo y la Universidad de Concepción —instancia que fue ganada por el elenco albo que obtuvo su primer tetracampeonato—.

### Fallecimiento

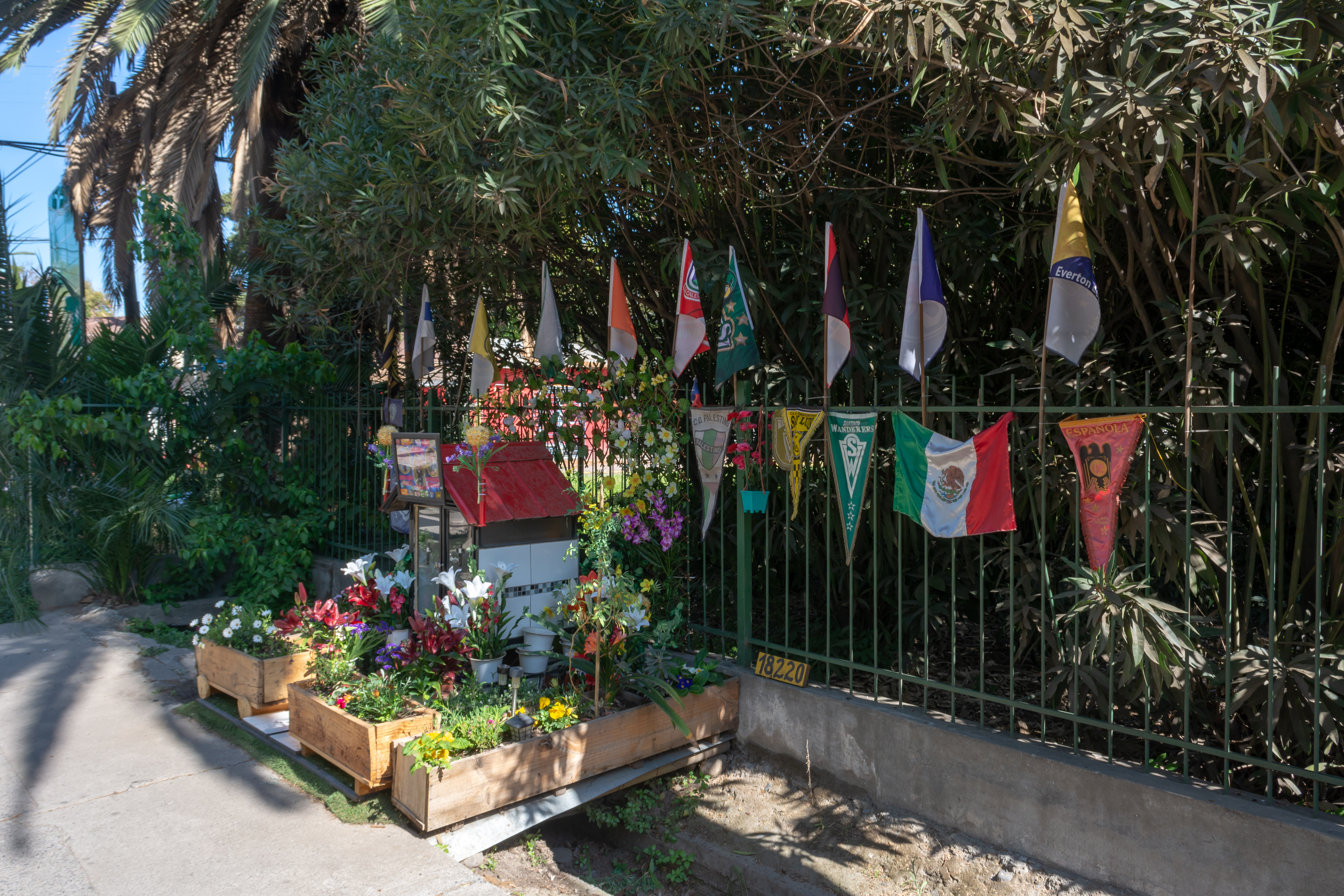
Animita en el lugar del accidente, en Panquehue.

Cerca de las 03:00 a. m. del 29 de agosto de 2015, mientras Muñoz se dirigía desde una ruta regional hacia San Felipe en su automóvil marca JAC, este fue chocado por un Hyundai Accent conducido por Diego Vera Pizarro. El impacto fue tal que causó su deceso alrededor de las 7:00 a. m.  En horas del mediodía del mismo día se realizó el examen de autopsia al cuerpo en el Servicio Médico Legal (SML) de San Felipe, que estableció como causa de muerte un traumatismo cráneo encefálico. Además, Vera conducía en estado de ebriedad.  
Producto de su fallecimiento, la Municipalidad de San Felipe decretó tres días de duelo comunal y fueron suspendidas las actividades con motivo del aniversario.
En primera instancia fue velado en su domicilio de la población La Escuadra y a las 20:00 se le trasladó hasta la Catedral, siendo posteriormente sepultado en el Cementerio El Almendral de San Felipe.
El 10 de junio de 2016, Vera fue condenado a 5 años y un día de presidio efectivo por el delito de conducción en estado de ebriedad con resultado de muerte. En julio de 2016, la Corte de Apelaciones de Valparaíso revocó la sentencia a libertad vigilada intensiva.

## Homenajes
En 2012 recibió del concejo municipal la distinción de «Hijo Ilustre» de San Felipe.
El 2 de septiembre de 2015, el alcalde de San Felipe, Patricio Freire, anunció que una vez renovado el Estadio municipal de la ciudad, este llevará su nombre.

## Premios
| Premio                     | Año  |
| -------------------------- | ---- |
| Hijo ilustre de San Felipe | 2012 |